# Mark Hunyadi
 (juillet 2020).
Si vous disposez d'ouvrages ou d'articles de référence ou si vous connaissez des sites web de qualité traitant du thème abordé ici, merci de compléter l'article en donnant les références utiles à sa vérifiabilité et en les liant à la section « Notes et références ».
Mark Hunyadi né à Genève en 1960, est un philosophe suisse d'origine hongroise. Il est actuellement professeur de philosophie sociale, morale et politique à l'Université catholique de Louvain.

## Biographie
Il a mené ses études d’abord à Genève, puis à Paris et enfin à Francfort, où il a travaillé deux ans (1987-1989) auprès de Jürgen Habermas, dont il a dans la foulée traduit deux livres en français (De l’éthique de la discussion (Cerf, 1992), et Textes et contextes (Cerf, 1994)). Ayant défendu sa thèse sous la direction de Jean-Marc Ferry (publiée en partie sous le titre La Vertu du conflit (Cerf, 1995)), il a ensuite été nommé professeur à l’Université Laval de Québec (2004), puis à l’Université catholique de Louvain (2007). Il y co-dirige le centre de recherche de philosophie pratique Europè de l'Institut supérieur de philosophie.
Il est chroniqueur philosophique au journal Le Temps à Genève. Il est également professeur associé à l’Institut Mines/Télécom, au sein de la Chaire VPIP, Valeurs et Politiques des Informations Personnelles, qui consacre son travail interdisciplinaire au thème « Confiance et numérique ». Il est membre du comité d’éthique d'Orange/France et du comité Ethique en Commun qui regroupe les Instituts de recherche publics français INRAE-Cirad-IFREMER-IRD.

## Idées philosophiques
Influencé dans sa jeunesse par la philosophie de Jürgen Habermas, Hunyadi a néanmoins toujours critiqué son approche foncièrement rationaliste des phénomènes humains. Dès ses premiers livres (La Vertu du conflit en 1995 – issu de sa thèse sur Habermas -, puis Je est un clone en 2004), Hunyadi a élargi le paradigme habermassien de la communication verbale en direction de l’expérience telle qu’elle est vécue par les acteurs, en première personne. Par ce déplacement, la question centrale de la théorie morale n’était plus la question de la validité rationnelle des normes (Kant, Habermas, mais aussi, dans une autre perspective, Husserl), celle du vécu moral des acteurs eux-mêmes : qu’est-ce qu’une expérience morale pour celles et ceux qui sont engagés dans l’action, qu’est-ce qui fait de leur expérience une expérience morale ? Et comment, partant de cette expérience, concevoir la légitimité des normes morales ? C’est au fil de ces questions que Hunyadi a développé le concept central de contrefactualité (Morale contextuelle, 2008, L’Homme en contexte, 2012), qui pour lui représente l’essence de tout phénomène moral – c’est-à-dire cette dimension idéelle qui distingue ce qui est de ce qui n’est pas (mais qui devrait ou pourrait être, ou dont on souhaite, espère, imagine, anticipe, qu’il soit). La contrefactualité est le cœur du phénomène moral. Or, chaque individu trouve dans le contexte dans lequel il est immergé toutes les ressources de contrefactualité qui permettent à chacune et chacun de s’opposer à, ou de critiquer la réalité telle qu’elle est – y compris, donc son contexte propre. 
Ses travaux sur la confiance (Au début est la confiance, 2020) puis sur la vie de l’esprit (Le second âge de l’individu, 2023, Déclaration universelle des droits de l’esprit humain, 2024), en même temps qu’ils prolongent sa critique de l’individualisme (La Tyrannie des modes de vie, 2015), ont élargi cette notion centrale de contrefactualité, pour montrer en quoi elle était constitutive de notre relation au monde. Or, l’emprise du numérique menace cette relation au monde en enfermant l’esprit dans un monde de données, dans le donné des données, érodant ainsi tendanciellement sa capacité de contrefactualité. L’individu devient malgré lui un opérateur cybernétique, gérant sans cesse des inputs et des outputs. A monde cybernétique, esprit cybernétique. C’est la raison de principe pour laquelle Hunyadi propose de déclarer l’esprit humain patrimoine commun de l’humanité, comme on l’a fait pour les fonds marins.
C'est en outre un opposant au transhumanisme.

## Publications
- Déclaration universelle des droits de l'esprit humain. Une proposition, PUF, 2024  (ISBN 9782130868040).
- Le second âge de l'individu. Pour une nouvelle émancipation, PUF, 2023  (ISBN 9782130846963).
- Le Temps du posthumanisme: Un diagnostic d'époque, Éditeur : Les Belles Lettres, (5 octobre 2018).
- Penser la santé, avec Jean-Marc Ferry et Caroline Guibet Lafaye, Éditeur : Presses universitaires de France; Édition : 1 (11 avril 2016)
- La tyrannie des modes de vie : Sur le paradoxe moral de notre temps, Editions Le Bord de l'eau; (13 janvier 2015),  (ISBN 978-2356873729)
- avec Jean-Claude Ameisen, Benoît Heilbrunn et Françoise Héritier, L'éternel singulier : Questions autour du handicap, (Français) Broché – 16 novembre 2010, Éditeur : Editions Le Bord de l'eau;  (ISBN 978-2356870865)
- Je est un clone : L'éthique à l'épreuve des biotechnologies (Français) Broché – 15 septembre 2004, Éditeur : Le Seuil (15 septembre 2004),  (ISBN 978-2020661409)
- L'homme en contexte - Essai de philosophie morale, 22 août 2012, Éditeur : Les éditions du Cerf (22 août 2012),  (ISBN 978-2204097819)
- L'art de l'exclusion, (Français) Broché – 7 septembre 2000, Éditeur : Les éditions du Cerf (7 septembre 2000),  (ISBN 978-2204065283)
- Morale contextuelle, (Français) Broché – 2 avril 2009, Éditeur : Presses de l'Université Laval, collection Kairos (2 avril 2009),  (ISBN 978-2763787169)
- avec Marco Giugni, Sphères d'exclusion, (Français) Broché – 1er septembre 2003, Éditeur : Editions L'Harmattan (1er septembre 2003),  (ISBN 978-2747549080)
- Le travail refiguré, (Français) Broché – 16 août 1998, Éditeur : Georg éditeur, (16 août 1998),  (ISBN 978-2825706152)
- La Vertu du conflit (Français) Broché – 6 septembre 1995, Éditeur : Cerf (6 septembre 1995),  (ISBN 978-2204051736)